# Émile Maufort
Émile Maufort est un résistant belge né le 9 janvier 1921 à Fleurus et mort fusillé le 20 avril 1943 au Tir national à Schaerbeek.

## Biographie
Émile Maufort est né le 9 janvier 1921 à Fleurus. Il est le fils d'Oscar et de Marie Maniet. La famille s'installe rue Bayemont à Charleroi où son père est policier. Il a une sœur cadette, Paulette. Émile fait ses études à l'école communale Cobaux. En âge de travailler, il devient employé à l'usine sidérurgique Thy-le-Château à Marcinelle. Mais lorsque la Seconde Guerre mondiale éclate, son père craint que les usines soient bombardées. Après avoir postulé pour un emploi d'auxiliaire de police à Charleroi, Émile y devient pompier professionnel le 1er mai 1941.
En juin 1941, il rencontre Alexandre Van Malderen, pompier comme lui, alors âgé de 39 ans, qui est actif dans la presse clandestine. Émile Maufort rejoint l'équipe dirigée par Samuel Herssens.
Il rejoint le Front de l'indépendance, un mouvement de la Résistance intérieure belge, après avoir rencontré Victor Thonet et ses adjoints Raymond Geenen et Franz Michiels. Émile participe à une série de sabotages, d'attentats  et d'attaques à main armée au cours de l'année 1942. Entre autres, il participe, dans la nuit du 26 au 27 avril 1942, au vol de 300 kg de dynamite et de 2 000 détonateurs entreposés dans la salle des explosifs située à 170 mètres sous terre au charbonnage du Bois du Cazier à Marcinelle.

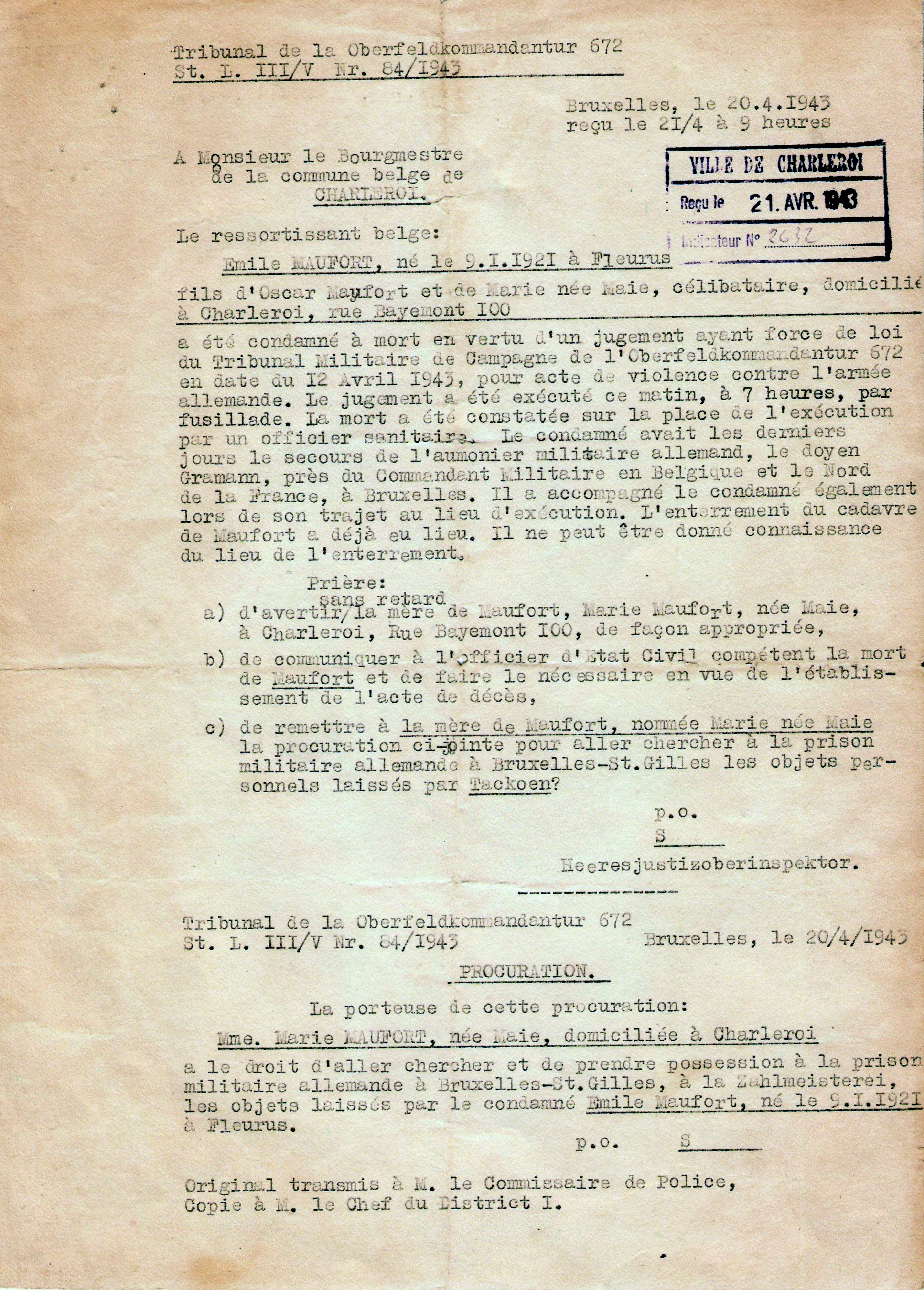
Lettre annonçant son exécution.

Cependant, le groupe de résistants est infiltré et dénoncé. Le 31 décembre 1942, Maufort est arrêté à son domicile.
Il est conduit à la prison de Charleroi, puis au fort de Breendonk. Le 1er avril 1943 il est transféré à la prison de Saint-Gilles où il retrouve Victor Thonet, Raymond Geenen et Franz Michiels. Après une tentative d'évasion, ils sont condamnés à mort par le tribunal militaire le 12 avril 1943 pour « acte de violence contre l'armée allemande ». Le 20 avril 1943, après avoir écrit une lettre à ses parents et sa sœur, et entendu la messe, Émile Maufort est fusillé au Tir national à Schaerbeek en même temps que Thonet, Geenen et Michiels.
Le bourgmestre de Charleroi reçoit après son exécution une lettre mentionnant le motif de la condamnation et précisant que le lieu de l'enterrement ne sera pas communiqué. Il s'agit cependant de l'Enclos des fusillés situé à côté du Tir national. Après la libération de Charleroi, le 4 septembre 1944, ses parents expriment le souhait que leur fils repose à Charleroi. Le 30 novembre 1944, après un service funéraire dans l'église Saint-Joseph de la Broucheterre, Émile Maufort est inhumé au cimetière de Charleroi Nord.
Il est nommé, à titre posthume, lieutenant de la Résistance par arrêté royal du 18 mai 1976.

## Mémoire
Une plaque avec le nom d'Alexandre Van Malderen et le sien est apposée au mur de l'hôtel de ville de Charleroi et une rue à Charleroi, anciennement la rue Bayemont où il habitait, porte son nom depuis août 2020. 
Son nom est mentionné sur une plaque commémorant l'opération réalisée en avril 1942 au charbonnage du Bois du Cazier, à Marcinelle, inaugurée à cet endroit le 16 octobre 2020. 
Une Stolperstein a été placé le 3 octobre 2023 à proximité de l'endroit où se trouvait sa maison, maintenant disparue.